# Bombenanschlag in Quetta
Koordinaten: 30° 11′ 38″ N, 67° 0′ 32″ O
Am 8. August 2016 ereignete sich ein Bombenanschlag auf das staatliche Krankenhaus in Quetta, der Hauptstadt der pakistanischen Provinz Belutschistan. Dabei kamen mindestens 70 Menschen zu Tode und mehr als 100 weitere wurden verletzt. Zu dem Anschlag bekannten sich die Jamaat-ul-Ahrar (eine Fraktion der Tehrik-i-Taliban Pakistan) und die Terrororganisation Islamischer Staat (IS).

## Ereignis
Am Morgen des 8. August 2016 verübten zwei Unbekannte einen Mordanschlag auf den 46-Jährigen pakistanischen Rechtsanwalt und Vorsitzenden der Anwaltskammer von Belutschistan Bilal Anwar Kasi, als dieser gerade seine Wohnung in Quetta in Richtung Arbeitsstätte verließ. Kasi wurde dabei tödlich verwundet. Seine Leiche wurde wenig später zur Obduktion in das staatliche Krankenhaus der Stadt verbracht. Die Nachricht von dem Mord verbreitete sich rasch in der Stadt und viele Anwälte eilten in das Krankenhaus, um dem Toten die letzte Ehre zu erweisen.
Im Krankenhaus ereignete sich dann eine mutmaßlich durch einen Selbstmordattentäter ausgelöste Explosion. Nach offiziellen Angaben wurden dabei mindestens 70 Personen getötet und mehr als 100 verletzt. Zu den Getöteten zählten mindestens 54 Anwälte und Richter sowie einige Journalisten. Nach dem Ereignis sperrten die Polizei und Grenzschutzeinheiten die Umgebung des Krankenhauses ab.
Ein Sprecher der belutschischen Regionalregierung sprach von einem wahrscheinlich systematisch geplanten Attentat, das gegen die Anwälte und Richter gerichtet war. Alle anderen Einrichtungen zur Krankenversorgung in Quetta wurden in einen Notfallzustand versetzt und einige der Verletzten auch in Krankenhäuser nach Karatschi transportiert.
Der pakistanische Premierminister Nawaz Sharif und der Chef des Generalstabes der Streitkräfte, General Raheel Sharif, begaben sich nach Quetta, um dort Gespräche über die Sicherheitslage zu führen. Nawaz Sharif und der pakistanische Präsident Mamnoon Hussain verurteilten den Anschlag in scharfen Worten.
Wenig später bekannte sich die islamistische Jamaat-ul-Ahrar (JA), eine Abspaltung der Tehreek-e-Taliban Pakistan (TTP), in einer E-Mail zu dem Attentat und kündigte die baldige Veröffentlichung eines Videos hierzu an. JA erklärte sich auch für den vorausgegangenen Mord an Kasi verantwortlich.
Am Tag nach dem Anschlag protestierten in ganz Pakistan Anwälte gegen die Gewalttat. Die pakistanischen Anwaltsvereinigungen  erklärten, dass die Anwälte eine Trauerwoche einhalten und in dieser Zeit ihre Tätigkeiten bei Gericht ruhen lassen wollten.
Schon am 13. Januar 2016 waren bei einem Selbstmordanschlag von Jamaat-ul-Ahrar auf ein Poliomyelitis-Impfzentrum in Quetta mindestens 14 Personen getötet worden. Seit 2007 sind in Quetta mindestens 11 Anwälte gewaltsam zu Tode gekommen. Einige wurden Opfer von sektiererischer Gewalt, andere starben bei Selbstmordattentaten und wieder andere wurden entführt, gefoltert und später ermordet.

## Anschlag vom 11. August 2016
Drei Tage später verletzte, wiederum in Quetta, eine am Straßenrand platzierte Bombe 13 Personen. Nach Angaben der Behörden war das Ziel des Anschlags ein unversehrt gebliebener Richter.